# Coupe du monde de saut à ski 2024-2025
Navigation
Édition précédente Édition suivante
La coupe du monde de saut à ski 2024-2025 est la 46e édition de la coupe du monde de saut à ski pour les messieurs et la 14e pour les dames, compétition de saut à ski organisée annuellement.
Durant la saison sont également programmés aux mois de février et mars les Championnats du monde de ski nordique qui se déroulent du 26 février au 9 mars 2025 à Trondheim.
Chez les messieurs, la huitième édition du RAW Air en Norvège aura lieu du 13 au 16 mars 2025 et la septième édition du Planica 7 aura lieu en clôture de la saison du 27 au 30 mars 2025. 
Les tenants du titre sont l'Autrichien Stefan Kraft chez les messieurs et la Slovène Nika Prevc chez les dames. 
En raison de l'Invasion de l'Ukraine par la Russie en 2022, les athlètes russes et biélorusses sont de nouveaux interdits de compétition pour toute la saison.

## Programme de la saison

### Raw Air
Compétition créée en 2017, le Raw Air s'étends sur une semaine complète et sur 4 tremplins norvégiens (Oslo, Trondheim, Lillehammer et Vikersund). Le vainqueur est le sauteur qui aura la plus grande somme de points durant 16 sauts. (4 sauts de qualification, 8 sauts durant les quatre épreuves individuelles et 4 sauts durant les deux épreuves par équipes).

### Planica 7
Compétition créée en 2018, le Planica 7 s'étends sur 4 jours (qualification du jeudi, épreuves individuelles du vendredi et dimanche et enfin épreuve par équipe du samedi). Le vainqueur est le sauteur qui aura la plus grande somme de points durant les 7 sauts. (saut de la qualification, 4 sauts durant les épreuves individuelles et 2 sauts durant l'épreuve par équipes).

### Cartes

#### Hommes
Tournée des Quatre tremplins
 Raw Air
 Planica 7

#### Femmes
Tournée des Quatre tremplins
 Raw Air

## Attribution des points
Les manches de Coupe du monde donnent lieu à l'attribution de points, dont le total détermine le classement général de la Coupe du monde.
Ces points sont attribués selon cette répartition :
| Place  | 1   | 2  | 3  | 4  | 5  | 6  | 7  | 8  | 9  | 10 | 11 | 12 | 13 | 14 | 15 | 16 | 17 | 18 | 19 | 20 | 21 | 22 | 23 | 24 | 25 | 26 | 27 | 28 | 29 | 30 |
| ------ | --- | -- | -- | -- | -- | -- | -- | -- | -- | -- | -- | -- | -- | -- | -- | -- | -- | -- | -- | -- | -- | -- | -- | -- | -- | -- | -- | -- | -- | -- |
| Points | 100 | 80 | 60 | 50 | 45 | 40 | 36 | 32 | 29 | 26 | 24 | 22 | 20 | 18 | 16 | 15 | 14 | 13 | 12 | 11 | 10 | 9  | 8  | 7  | 6  | 5  | 4  | 3  | 2  | 1  |

## Classements

### Hommes
| Rang | Nom                  | Points | Victoire(s) |
| ---- | -------------------- | ------ | ----------- |
| 1    | Daniel Tschofenig    | 1805   | 8           |
| 2    | Jan Hörl             | 1652   | 2           |
| 3    | Stefan Kraft         | 1290   | 2           |
| 4    | Anže Lanišek         | 1056   | 2           |
| 5    | Pius Paschke         | 1006   | 5           |
| 6    | Gregor Deschwanden   | 996    |             |
| 7    | Andreas Wellinger    | 989    | 2           |
| 8    | Johann Andre Forfang | 955    | 1           |
| 9    | Ryoyu Kobayashi      | 910    | 3           |
| 10   | Domen Prevc          | 776    | 3           |

| Rang | Nom                | Points | Victoire(s) |
| ---- | ------------------ | ------ | ----------- |
| 1    | Domen Prevc        | 485    | 3           |
| 2    | Anže Lanišek       | 317    | 1           |
| 3    | Andreas Wellinger  | 310    | 1           |
| 4    | Ryoyu Kobayashi    | 280    |             |
| 5    | Timi Zajc          | 222    | 1           |
| 6    | Daniel Tschofenig  | 224    |             |
| 7    | Jan Hörl           | 200    |             |
| 8    | Stefan Kraft       | 185    |             |
| 9    | Gregor Deschwanden | 165    |             |
| 10   | Karl Geiger        | 162    |             |

| Rang | Nation     | Points |
| ---- | ---------- | ------ |
| 1    | Autriche   | 8343   |
| 2    | Allemagne  | 4523   |
| 3    | Norvège    | 3956   |
| 4    | Slovénie   | 3892   |
| 5    | Japon      | 2421   |
| 6    | Pologne    | 2062   |
| 7    | Suisse     | 1553   |
| 8    | États-Unis | 875    |
| 9    | Finlande   | 414    |
| 10   | Estonie    | 265    |

| Rang | Nom                  | Points |
| ---- | -------------------- | ------ |
| 1    | Daniel Tschofenig    | 1194.4 |
| 2    | Jan Hörl             | 1193.0 |
| 3    | Stefan Kraft         | 1190.3 |
| 4    | Johann Andre Forfang | 1154.2 |
| 5    | Gregor Deschwanden   | 1151.9 |
| 6    | Pius Paschke         | 1134.0 |
| 7    | Michael Hayböck      | 1128.6 |
| 8    | Paweł Wąsek          | 1109.3 |
| 9    | Maximilian Ortner    | 1107.3 |
| 10   | Anže Lanišek         | 1099.0 |

| Rang | Nom               | Points |
| ---- | ----------------- | ------ |
| 1    | Domen Prevc       | 1617.7 |
| 2    | Anže Lanišek      | 1598.3 |
| 3    | Andreas Wellinger | 1568.8 |
| 4    | Daniel Tschofenig | 1552.8 |
| 5    | Ryoyu Kobayashi   | 1538.0 |
| 6    | Stefan Kraft      | 1506.7 |
| 7    | Pius Paschke      | 1492.9 |
| 8    | Jan Hörl          | 1486.2 |
| 9    | Timi Zajc         | 1478.5 |
| 10   | Karl Geiger       | 1467.4 |

| Rang | Nom                | Points |
| ---- | ------------------ | ------ |
| 1    | Andreas Wellinger  | 1202.2 |
| 2    | Domen Prevc        | 1185.9 |
| 3    | Ryoyu Kobayashi    | 1178.3 |
| 4    | Anže Lanišek       | 1158.2 |
| 5    | Jan Hörl           | 1123.1 |
| 6    | Timi Zajc          | 1122.5 |
| 7    | Stefan Kraft       | 1121.1 |
| 8    | Karl Geiger        | 1109.2 |
| 9    | Gregor Deschwanden | 1091.4 |
| 10   | Manuel Fettner     | 1084.3 |

### Dames
| Rang | Nom                        | Points |
| ---- | -------------------------- | ------ |
| 1    | Nika Prevc                 | 1933   |
| 2    | Selina Freitag             | 1293   |
| 3    | Katharina Schmid           | 1201   |
| 4    | Eirin Maria Kvandal        | 1026   |
| 5    | Jacqueline Seifriedsberger | 978    |
| 6    | Lisa Eder                  | 877    |
| 7    | Eva Pinkelnig              | 819    |
| 8    | Anna Odine Strøm           | 801    |
| 9    | Ema Klinec                 | 710    |
| 10   | Alexandria Loutitt         | 681    |

| Rang | Nation     | Points |
| ---- | ---------- | ------ |
| 1    | Allemagne  | 4241   |
| 2    | Norvège    | 3719   |
| 3    | Autriche   | 3624   |
| 4    | Slovénie   | 3291   |
| 5    | Japon      | 2314   |
| 6    | Canada     | 1280   |
| 7    | Italie     | 688    |
| 8    | Finlande   | 555    |
| 9    | États-Unis | 382    |
| 10   | France     | 328    |

| Rang | Nom                        | Points |
| ---- | -------------------------- | ------ |
| 1    | Nika Prevc                 | 587.7  |
| 2    | Eirin Maria Kvandal        | 568.7  |
| 3    | Katharina Schmid           | 547.8  |
| 4    | Selina Freitag             | 544.4  |
| 5    | Anna Odine Strøm           | 543.6  |
| 6    | Ema Klinec                 | 535.1  |
| 7    | Agnes Reisch               | 533.5  |
| 8    | Eva Pinkelnig              | 528.6  |
| 9    | Lisa Eder                  | 524.8  |
| 10   | Jacqueline Seifriedsberger | 521.8  |

| Rang | Nom                        | Points |
| ---- | -------------------------- | ------ |
| 1    | Nika Prevc                 | 455.2  |
| 2    | Eirin Maria Kvandal        | 371.3  |
| 3    | Anna Odine Strøm           | 357.2  |
| 4    | Jacqueline Seifriedsberger | 355.7  |
| 5    | Selina Freitag             | 353.2  |
| 6    | Alexandria Loutitt         | 346.4  |
| 7    | Ema Klinec                 | 340.4  |
| 8    | Yuki Ito                   | 328.8  |
| 9    | Lisa Eder                  | 311.1  |
| 10   | Nozomi Maruyama            | 301.9  |

## Calendrier

### Messieurs

#### Épreuves individuelles
| Étape                                                                       | Lieu                                       | Tremplin                                   | Date                                       | Vainqueur            | Deuxième             | Troisième                 | Leader du Général |
| 1                                                                           | Lillehammer                                | HS 140                                     | 23 novembre 2024                           | Pius Paschke         | Daniel Tschofenig    | Maximilian Ortner         | Pius Paschke      |
| 2                                                                           | Lillehammer                                | HS 140                                     | 23 novembre 2024                           | Jan Hörl             | Pius Paschke         | Daniel Tschofenig         | Pius Paschke      |
| 3                                                                           | Ruka                                       | HS 142                                     | 30 novembre 2024                           | Pius Paschke         | Jan Hörl             | Stefan Kraft              | Pius Paschke      |
| 4                                                                           | Ruka                                       | HS 142                                     | 1er décembre 2024                          | Andreas Wellinger    | Stefan Kraft         | Karl Geiger               | Pius Paschke      |
| 5                                                                           | Wisła                                      | HS 134                                     | 7 décembre 2024                            | Daniel Tschofenig    | Gregor Deschwanden   | Pius Paschke              | Pius Paschke      |
| 6                                                                           | Wisła                                      | HS 134                                     | 8 décembre 2024                            | Pius Paschke         | Jan Hörl             | Stefan Kraft              | Pius Paschke      |
| 7                                                                           | Titisee-Neustadt                           | HS 142                                     | 14 décembre 2024                           | Pius Paschke         | Gregor Deschwanden   | Daniel Tschofenig         | Pius Paschke      |
| 8                                                                           | Titisee-Neustadt                           | HS 142                                     | 15 décembre 2024                           | Pius Paschke         | Michael Hayböck      | Kristoffer Eriksen Sundal | Pius Paschke      |
| 9                                                                           | Engelberg                                  | HS 140                                     | 21 décembre 2024                           | Jan Hörl             | Daniel Tschofenig    | Gregor Deschwanden        | Pius Paschke      |
| 10                                                                          | Engelberg                                  | HS 140                                     | 22 décembre 2024                           | Daniel Tschofenig    | Jan Hörl             | Stefan Kraft              | Pius Paschke      |
| 73e Tournée des 4 tremplins (28 décembre 2024 au 6 janvier 2025)            |                                            |                                            |                                            |                      |                      |                           |                   |
| 11                                                                          | Oberstdorf                                 | HS 137                                     | 29 décembre 2024                           | Stefan Kraft         | Jan Hörl             | Daniel Tschofenig         | Pius Paschke      |
| 12                                                                          | Garmisch                                   | HS 142                                     | 1er janvier 2025                           | Daniel Tschofenig    | Gregor Deschwanden   | Michael Hayböck           | Daniel Tschofenig |
| 13                                                                          | Innsbruck                                  | HS 130                                     | 4 janvier 2025                             | Stefan Kraft         | Jan Hörl             | Daniel Tschofenig         | Daniel Tschofenig |
| 14                                                                          | Bischofshofen                              | HS 142                                     | 6 janvier 2025                             | Daniel Tschofenig    | Jan Hörl             | Stefan Kraft              | Daniel Tschofenig |
| Tournée des 4 tremplins - Classement final                                  | Tournée des 4 tremplins - Classement final | Tournée des 4 tremplins - Classement final | Tournée des 4 tremplins - Classement final | Daniel Tschofenig    | Jan Hörl             | Stefan Kraft              |                   |
| 15                                                                          | Zakopane                                   | HS 140                                     | 19 janvier 2025                            | Daniel Tschofenig    | Johann André Forfang | Jan Hörl                  | Daniel Tschofenig |
| 16                                                                          | Oberstdorf                                 | HS 235                                     | 25 janvier 2025                            | Timi Zajc            | Johann André Forfang | Domen Prevc               | Daniel Tschofenig |
| 17                                                                          | Oberstdorf                                 | HS 235                                     | 26 janvier 2025                            | Domen Prevc          | Johann André Forfang | Michael Hayböck           | Daniel Tschofenig |
| 18                                                                          | Willingen                                  | HS 147                                     | 1er février 2025                           | Daniel Tschofenig    | Anže Lanišek         | Maximilian Ortner         | Daniel Tschofenig |
| 19                                                                          | Willingen                                  | HS 147                                     | 2 février 2025                             | Daniel Tschofenig    | Johann André Forfang | Jan Hörl                  | Daniel Tschofenig |
| 20                                                                          | Lake Placid                                | HS 128                                     | 8 février 2025                             | Johann André Forfang | Jan Hörl             | Daniel Tschofenig         | Daniel Tschofenig |
| 21                                                                          | Lake Placid                                | HS 128                                     | 9 février 2025                             | Daniel Tschofenig    | Jan Hörl             | Anže Lanišek              | Daniel Tschofenig |
| 22                                                                          | Sapporo                                    | HS 137                                     | 15 février 2025                            | Ryōyū Kobayashi      | Jan Hörl             | Domen Prevc               | Daniel Tschofenig |
| 23                                                                          | Sapporo                                    | HS 137                                     | 16 février 2025                            | Ryōyū Kobayashi      | Marius Lindvik       | Johann André Forfang      | Daniel Tschofenig |
| Trondheim Championnats du monde de ski nordique (26 février au 9 mars 2025) |                                            |                                            |                                            |                      |                      |                           |                   |
| 8e édition du Raw Air (13 mars au 16 mars 2025)                             |                                            |                                            |                                            |                      |                      |                           |                   |
| 24                                                                          | Oslo                                       | HS 134                                     | 13 mars 2025                               | Ryōyū Kobayashi      | Jan Hörl             | Karl Geiger               | Daniel Tschofenig |
| 25                                                                          | Vikersund                                  | HS 240                                     | 15 mars 2025                               | Andreas Wellinger    | Timi Zajc            | Anže Lanišek              | Daniel Tschofenig |
| 26                                                                          | Vikersund                                  | HS 240                                     | 16 mars 2025                               | Domen Prevc          | Andreas Wellinger    | Ryōyū Kobayashi           | Daniel Tschofenig |
| Raw Air - Classement Final                                                  | Raw Air - Classement Final                 | Raw Air - Classement Final                 | Raw Air - Classement Final                 | Andreas Wellinger    | Domen Prevc          | Ryōyū Kobayashi           |                   |
| 27                                                                          | Lahti                                      | HS 130                                     | 22 mars 2025                               | Anže Lanišek         | Stefan Kraft         | Paweł Wąsek               | Daniel Tschofenig |
| 7e édition du Planica7 (27 mars au 30 mars 2025)                            |                                            |                                            |                                            |                      |                      |                           |                   |
| 28                                                                          | Planica                                    | HS 240                                     | 28 mars 2025                               | Domen Prevc          | Anže Lanišek         | Ryōyū Kobayashi           | Daniel Tschofenig |
| 29                                                                          | Planica                                    | HS 240                                     | 30 mars 2025                               | Anže Lanišek         | Domen Prevc          | Andreas Wellinger         | Daniel Tschofenig |
| Planica7 - Classement Final                                                 | Planica7 - Classement Final                | Planica7 - Classement Final                | Planica7 - Classement Final                | Domen Prevc          | Anže Lanišek         | Andreas Wellinger         |                   |

#### Épreuves par équipes
| Étape                                                                       | Lieu     | Tremplin | Date            | Vainqueurs                                                                 | Deuxièmes                                                                        | Troisièmes                                                                                            |
| --------------------------------------------------------------------------- | -------- | -------- | --------------- | -------------------------------------------------------------------------- | -------------------------------------------------------------------------------- | --- |
| 1                                                                           | Zakopane | HS 140   | 18 janvier 2025 | Autriche - Jan Hörl - Maximilian Ortner - Stefan Kraft - Daniel Tschofenig | Slovénie - Lovro Kos - Timi Zajc - Domen Prevc - Anže Lanišek                    | Norvège - Kristoffer Eriksen Sundal - Benjamin Østvold - Halvor Egner Granerud - Johann André Forfang |
| Trondheim Championnats du monde de ski nordique (26 février au 9 mars 2025) |          |          |                 |                                                                            |                                                                                  | |
| 6e édition du Planica7 (27 mars au 30 mars 2025)                            |          |          |                 |                                                                            |                                                                                  | |
| 2                                                                           | Planica  | H240     | 29 mars 2025    | Autriche - Daniel Tschofenig - Manuel Fettner - Jan Hörl - Stefan Kraft    | Allemagne - Karl Geiger - Andreas Wellinger - Pius Paschke - Markus Eisenbichler | Slovénie - Lovro Kos - Domen Prevc - Timi Zajc - Anže Lanišek                                         |

#### Super Team
| Étape | Lieu             | Tremplin | Date             | Vainqueurs                                   | Deuxièmes                                | Troisièmes                                                  |
| ----- | ---------------- | -------- | ---------------- | -------------------------------------------- | ---------------------------------------- | ----------------------------------------------------------- |
| 1     | Titisee-Neustadt | HS 142   | 13 décembre 2024 | Allemagne - Andreas Wellinger - Pius Paschke | Autriche - Daniel Tschofenig - Jan Hörl  | Norvège - Halvor Egner Granerud - Kristoffer Eriksen Sundal |
| 2     | Lahti            | HS 130   | 23 mars 2025     | Slovénie - Anže Lanišek - Lovro Kos          | Autriche - Stefan Kraft - Manuel Fettner | Japon - Ryōyū Kobayashi - Ren Nikaido                       |

### Dames

#### Épreuves individuelles
| Étape                                                                       | Lieu                             | Tremplin                         | Date                             | Vainqueur                                        | Deuxième                                         | Troisième                                        | Leader du Général |
| 1                                                                           | Lillehammer                      | HS 140                           | 23 novembre 2024                 | Nika Prevc                                       | Katharina Schmid                                 | Selina Freitag                                   | Nika Prevc        |
| 2                                                                           | Lillehammer                      | HS 140                           | 24 novembre 2024                 | Katharina Schmid                                 | Selina Freitag                                   | Lisa Eder                                        | Katharina Schmid  |
| 3                                                                           | Zhangjiakou                      | HS 106                           | 14 décembre 2024                 | Katharina Schmid                                 | Eirin Maria Kvandal                              | Nika Prevc                                       | Katharina Schmid  |
| 4                                                                           | Zhangjiakou                      | HS 106                           | 15 décembre 2024                 | Katharina Schmid                                 | Ema Klinec                                       | Lisa Eder                                        | Katharina Schmid  |
| 5                                                                           | Engelberg                        | HS 140                           | 21 décembre 2024                 | Nika Prevc                                       | Katharina Schmid                                 | Thea Minyan Bjørseth                             | Katharina Schmid  |
| -                                                                           | Engelberg                        | HS 140                           | 22 décembre 2024                 | Annulée en raison des conditions météorologiques | Annulée en raison des conditions météorologiques | Annulée en raison des conditions météorologiques | Katharina Schmid  |
| 2e édition du 2-Nights-Tour (30 décembre 2024 au 1er janvier 2025)          |                                  |                                  |                                  |                                                  |                                                  |                                                  |                   |
| 6                                                                           | Garmisch                         | HS 142                           | 31 décembre 2024                 | Nika Prevc                                       | Eirin Maria Kvandal                              | Eva Pinkelnig                                    | Katharina Schmid  |
| 7                                                                           | Oberstdorf                       | HS 137                           | 1er janvier 2025                 | Nika Prevc                                       | Anna Odine Strøm                                 | Eirin Maria Kvandal                              | Katharina Schmid  |
| 2-Nights-Tour - Classement Final                                            | 2-Nights-Tour - Classement Final | 2-Nights-Tour - Classement Final | 2-Nights-Tour - Classement Final | Nika Prevc                                       | Anna Odine Strøm                                 | Katharina Schmid                                 |                   |
| 8                                                                           | Villach                          | HS 98                            | 5 janvier 2025                   | Katharina Schmid                                 | Nika Prevc                                       | Jacqueline Seifriedsberger                       | Katharina Schmid  |
| 9                                                                           | Villach                          | HS 98                            | 6 janvier 2025                   | Eva Pinkelnig                                    | Katharina Schmid                                 | Nika Prevc                                       | Katharina Schmid  |
| 10                                                                          | Sapporo                          | HS 137                           | 18 janvier 2025                  | Alexandria Loutitt                               | Lisa Eder                                        | Eirin Maria Kvandal                              | Katharina Schmid  |
| 11                                                                          | Sapporo                          | HS 137                           | 19 janvier 2025                  | Eirin Maria Kvandal                              | Selina Freitag                                   | Thea Minyan Bjørseth                             | Katharina Schmid  |
| 12                                                                          | Zao                              | HS 102                           | 24 janvier 2025                  | Nika Prevc                                       | Thea Minyan Bjørseth                             | Eva Pinkelnig                                    | Nika Prevc        |
| 13                                                                          | Zao                              | HS 102                           | 26 janvier 2025                  | Jacqueline Seifriedsberger                       | Eirin Maria Kvandal                              | Nika Prevc                                       | Nika Prevc        |
| 14                                                                          | Willingen                        | HS 147                           | 1er février 2025                 | Eirin Maria Kvandal                              | Anna Odine Strøm                                 | Jacqueline Seifriedsberger                       | Nika Prevc        |
| 15                                                                          | Lake Placid                      | HS 128                           | 7 février 2025                   | Nika Prevc                                       | Eirin Maria Kvandal                              | Alexandria Loutitt                               | Nika Prevc        |
| 16                                                                          | Lake Placid                      | HS 128                           | 9 février 2025                   | Nika Prevc                                       | Agnes Reisch                                     | Selina Freitag                                   | Nika Prevc        |
| 17                                                                          | Ljubno                           | HS 94                            | 15 février 2025                  | Nika Prevc                                       | Selina Freitag                                   | Thea Minyan Bjørseth                             | Nika Prevc        |
| 18                                                                          | Ljubno                           | HS 94                            | 16 février 2025                  | Nika Prevc                                       | Selina Freitag                                   | Lisa Eder                                        | Nika Prevc        |
| 19                                                                          | Hinzenbach                       | HS 90                            | 22 février 2025                  | Nika Prevc                                       | Selina Freitag                                   | Jacqueline Seifriedsberger                       | Nika Prevc        |
| 20                                                                          | Hinzenbach                       | HS 90                            | 23 février 2025                  | Nika Prevc                                       | Selina Freitag                                   | Abigail Strate                                   | Nika Prevc        |
| Trondheim Championnats du monde de ski nordique (26 février au 9 mars 2025) |                                  |                                  |                                  |                                                  |                                                  |                                                  |                   |
| 5e édition du Raw Air (13 mars au 16 mars 2025)                             |                                  |                                  |                                  |                                                  |                                                  |                                                  |                   |
| 21                                                                          | Oslo                             | HS 134                           | 13 mars 2025                     | Nika Prevc                                       | Anna Odine Strøm                                 | Eirin Maria Kvandal                              | Nika Prevc        |
| 22                                                                          | Vikersund                        | HS 240                           | 15 mars 2025                     | Nika Prevc                                       | Ema Klinec                                       | Selina Freitag                                   | Nika Prevc        |
| -                                                                           | Vikersund                        | HS 240                           | 16 mars 2025                     | Annulé à cause des conditions climatique         | Annulé à cause des conditions climatique         | Annulé à cause des conditions climatique         | Nika Prevc        |
| Raw Air - Classement Final                                                  | Raw Air - Classement Final       | Raw Air - Classement Final       | Raw Air - Classement Final       | Nika Prevc                                       | Eirin Maria Kvandal                              | Anna Odine Strøm                                 |                   |
| 23                                                                          | Lahti                            | HS 130                           | 20 mars 2025                     | Nika Prevc                                       | Selina Freitag                                   | Alexandria Loutitt                               | Nika Prevc        |
| 24                                                                          | Lahti                            | HS 130                           | 21 mars 2025                     | Nika Prevc                                       | Selina Freitag                                   | Ema Klinec                                       | Nika Prevc        |

#### Super Team
| Étape | Lieu | Tremplin | Date            | Vainqueurs                                | Deuxièmes                                            | Troisièmes                                            |
| ----- | ---- | -------- | --------------- | ----------------------------------------- | ---------------------------------------------------- | ----------------------------------------------------- |
| 1     | Zao  | HS 102   | 25 janvier 2025 | Allemagne - Selina Freitag - Agnes Reisch | Norvège - Thea Minyan Bjørseth - Eirin Maria Kvandal | Autriche - Jacqueline Seifriedsberger - Eva Pinkelnig |

### Mixte
| Étape                                                                       | Lieu        | Tremplin | Date             | Vainqueurs                                                                                              | Deuxièmes                                                                                               | Troisièmes                                                                          |
| --------------------------------------------------------------------------- | ----------- | -------- | ---------------- | --- | --- | ----------------------------------------------------------------------------------- |
| 1                                                                           | Lillehammer | HS 140   | 22 novembre 2024 | Allemagne - Selina Freitag - Andreas Wellinger - Katharina Schmid - Pius Paschke                        | Norvège - Anna Odine Strøm - Kristoffer Eriksen Sundal - Eirin Maria Kvandal - Marius Lindvik           | Autriche - Lisa Eder - Daniel Tschofenig - Eva Pinkelnig - Jan Hörl                 |
| 2                                                                           | Willingen   | HS 147   | 31 janvier 2025  | Norvège - Thea Minyan Bjørseth - Kristoffer Eriksen Sundal - Eirin Maria Kvandal - Johann André Forfang | Autriche - Lisa Eder - Jan Hörl - Jacqueline Seifriedsberger - Daniel Tschofenig                        | Allemagne - Katharina Schmid - Philipp Raimund - Selina Freitag - Andreas Wellinger |
| 3                                                                           | Lake Placid | HS 128   | 8 février 2025   | Allemagne - Agnes Reisch - Philipp Raimund - Selina Freitag - Andreas Wellinger                         | Norvège - Thea Minyan Bjørseth - Kristoffer Eriksen Sundal - Eirin Maria Kvandal - Johann André Forfang | Autriche - Lisa Eder - Jan Hörl - Jacqueline Seifriedsberger - Daniel Tschofenig    |
| Trondheim Championnats du monde de ski nordique (26 février au 9 mars 2025) |             |          |                  | | |                                                                                     |